# Palicourea anderssoniana
Palicourea anderssoniana là một loài thực vật thuộc họ Rubiaceae. Đây là loài đặc hữu của Ecuador.